# Санта-Росалия (Южная Нижняя Калифорния)
Санта-Росалия (исп. Santa Rosalía) — город в Мексике, штат Южная Нижняя Калифорния, входит в состав муниципалитета Мулехе и является его административным центром. Численность населения, по данным переписи 2020 года, составила 14 357 человек.

## Топонимика
Название Santa Rosalía дано в честь святой Розы Лимской.

## История
Поселение было основано в 1885 году как рабочий посёлок при мёдном руднике, разработкой которого занималась французская компания «Болео», арендовавшая его на 50 лет при поддержке президента Порфирио Диаса.
В 1972 году в штате были сформированы первые три муниципалитета, и административным центром муниципалитета Мулехе стал этот населённый пункт.